# 2006年ハンガリーグランプリ
2006年ハンガリーグランプリは、2006年F1世界選手権第13戦として、2006年8月6日にハンガロリンクで開催された。正式名称は2006 Formula 1 Shell Magyar Nagydíj

## レース前
前戦ドイツGPでFIAが通達したマスダンパーの規定違反問題は、ドイツGPのスチュワードが使用を認可し、FIAがこれに異議を唱えるという異例の事態となった。国際控訴審で裁定が下るまでは猶予期間にあたるとして、各チームはハンガリーGPにもマスダンパーを持ち込んだが、レースディレクターのチャーリー・ホワイティングから追って処罰の可能性があることが示唆されたため、結局マシンへの搭載を見送ることになった。
BMWザウバーのジャック・ヴィルヌーヴはドイツGPのクラッシュの影響で欠場することが発表され、代わりに金曜フリー走行に出走していたロバート・クビサが出場することになった。クビサはポーランド人として初のF1ドライバーとなる。

## 予選

### 展開
予選を前にして、チャンピオンを争うフェルナンド・アロンソとミハエル・シューマッハにペナルティが科された。フリー走行中、アロンソはティアゴ・モンテイロに邪魔されたとしてホームストレートで幅寄せした上に、モンテイロの前でブレーキテストを行ったと判断され、予選タイムに1秒加算。さらに黄旗区間での減速を怠った件で1秒も追加され、2秒加算という処罰になった。シューマッハも赤旗提示後に前走車2台を抜いたとして、同じく2秒加算されることになった。両名は予選Q1を通過したがQ2で脱落し、アロンソ15位、シューマッハ11位からのスタートとなった。
Q1、Q2でベストタイムを記録したフェリペ・マッサがQ3でもトップに立つが、終了寸前にキミ・ライコネンがベストタイムをマークし、2戦連続のポールシッターとなった。3、4番手にはホンダ勢のルーベンス・バリチェロ、ジェンソン・バトンがつけたが、バトンはフリー走行中のエンジンブローでエンジン交換のペナルティを受け、10グリッド後退して14位スタートとなる。
デビュー戦のクビサはチームメイトのニック・ハイドフェルドをしのいでQ3に進出。バトンの降格により9番グリッドからスタートする。
| 順位 | No | ドライバー                 | チーム                   | Q1       | Q2       | Q3       | 差     | グリッド |
| ---- | -- | -------------------------- | ------------------------ | -------- | -------- | -------- | ------ | -------- |
| 1    | 3  | キミ・ライコネン           | マクラーレン・メルセデス | 1'20.080 | 1'19.704 | 1'19.599 | —      | 1        |
| 2    | 6  | フェリペ・マッサ           | フェラーリ               | 1'19.742 | 1'19.504 | 1'19.886 | +0.287 | 2        |
| 3    | 11 | ルーベンス・バリチェロ     | ホンダ                   | 1'21.141 | 1'19.783 | 1'20.085 | +0.486 | 3        |
| 4    | 12 | ジェンソン・バトン         | ホンダ                   | 1'20.820 | 1'19.943 | 1'20.092 | +0.493 | 14       |
| 5    | 4  | ペドロ・デ・ラ・ロサ       | マクラーレン・メルセデス | 1'21.288 | 1'19.991 | 1'20.117 | +0.518 | 4        |
| 6    | 9  | マーク・ウェバー           | ウィリアムズ・コスワース | 1'21.335 | 1'20.047 | 1'20.266 | +0.667 | 5        |
| 7    | 7  | ラルフ・シューマッハ       | トヨタ                   | 1'21.112 | 1'20.243 | 1'20.759 | +1.160 | 6        |
| 8    | 2  | ジャンカルロ・フィジケラ   | ルノー                   | 1'21.370 | 1'21.154 | 1'20.924 | +1.325 | 7        |
| 9    | 8  | ヤルノ・トゥルーリ         | トヨタ                   | 1'21.434 | 1'20.231 | 1'21.132 | +1.533 | 8        |
| 10   | 17 | ロバート・クビサ           | BMWザウバー              | 1'20.891 | 1'20.256 | 1'22.049 | +2.450 | 9        |
| 11   | 16 | ニック・ハイドフェルド     | BMWザウバー              | 1'21.437 | 1'20.623 |          |        | 10       |
| 12   | 5  | ミハエル・シューマッハ     | フェラーリ               | 1'21.440 | 1'20.875 |          |        | 11       |
| 13   | 14 | デビッド・クルサード       | レッドブル・フェラーリ   | 1'21.163 | 1'20.890 |          |        | 12       |
| 14   | 15 | クリスチャン・クリエン     | レッドブル・フェラーリ   | 1'22.027 | 1'21.207 |          |        | 13       |
| 15   | 1  | フェルナンド・アロンソ     | ルノー                   | 1'21.792 | 1'21.364 |          |        | 15       |
| 16   | 18 | ティアゴ・モンテイロ       | ミッドランド・トヨタ     | 1'22.009 | 1'23.767 |          |        | 16       |
| 17   | 20 | ヴィタントニオ・リウッツィ | トロ・ロッソ・コスワース | 1'22.068 |          |          |        | 17       |
| 18   | 10 | ニコ・ロズベルグ           | ウィリアムズ・コスワース | 1'22.084 |          |          |        | 18       |
| 19   | 21 | スコット・スピード         | トロ・ロッソ・コスワース | 1'22.317 |          |          |        | 20       |
| 20   | 22 | 佐藤琢磨                   | スーパーアグリ・ホンダ   | 1'22.967 |          |          |        | 19       |
| 21   | 19 | クリスチャン・アルバース   | ミッドランド・トヨタ     | 1'23.146 |          |          |        | 22       |
| 22   | 23 | 山本左近                   | スーパーアグリ・ホンダ   | 1'24.016 |          |          |        | 21       |

- 太字は各セッションの最速タイム
- No.12、No.19はエンジン交換のため10グリッド降格
- No.1はフリー走行2回目でのNo.37への危険行為と黄旗無視のため予選タイムに2秒加算
- No.5はフリー走行3回目で赤旗中にNo.1,No.17を追い越したため予選タイムに2秒加算
- No.21はNo.18への走行妨害で予選ベスト3ラップのタイム抹消

## 決勝

### 展開
決勝はハンガリーGP21年目にして初のウェットレースとなった。深溝のヘビーレインタイヤを選んだバリチェロを除き、全車がスタンダードレインタイヤを装着してスタート。ライコネンが先頭をキープし、バリチェロが2位、デ・ラ・ロサが3位、後方からシューマッハとアロンソが4、5位にジャンプアップした。バリチェロのタイヤ選択は失敗し、4周目にピットインしてスタンダードウェットに交換。代わりにバトンがオーバーテイクを連発し、1周目11位から4位へと挽回する。序盤の路面状況にはブリヂストンよりもミシュランのレインタイヤの方が適しており、シューマッハはフィジケラと接触し、フロントウィングを壊して後退した。
隊列が落ち着くとライコネン、デ・ラ・ロサが逃げ、アロンソとバトンが追う展開となる。マクラーレンの2台が最初のピットインに向かうと、アロンソがトップに立った。
25周目、2位ライコネンがターン5出口で周回遅れのリウッツィに追突してリタイア。破片処理のためセーフティーカーが導入された。アロンソとデ・ラ・ロサがピットインする一方、3位バトンはコースに留まり、デ・ラ・ロサをかわして2位に浮上した。レースが再開されるとバトンはアロンソとのギャップを縮め、テール・トゥ・ノーズの状態に持ち込む。アロンソは1回、バトンは2回の給油を残している。
レース中盤には天候も回復し、路面は徐々に乾き始めた。バトンは46周目にピットインし、ウェットタイヤを交換せず2位でコースに復帰した。51周目、アロンソはピットインしてドライタイヤに交換。しかし、右リアタイヤのホイールナットがきちんと装着されておらず、コース復帰直後の2コーナーでよろよろとコースを外れてスピン・クラッシュし、リタイアした。これでトップに浮上したバトンは、54周目にドライタイヤに交換して独走態勢を築いた。
2位には一時周回遅れになりながらも、ウェットタイヤで粘り続けたシューマッハが浮上した。リタイアしたアロンソとのポイント差を詰める好機だったが、残り4周でドライタイヤを履くデ・ラ・ロサとハイドフェルドに抜かれた上に、ハイドフェルドと接触してサスペンションを傷つけマシンを止めた。

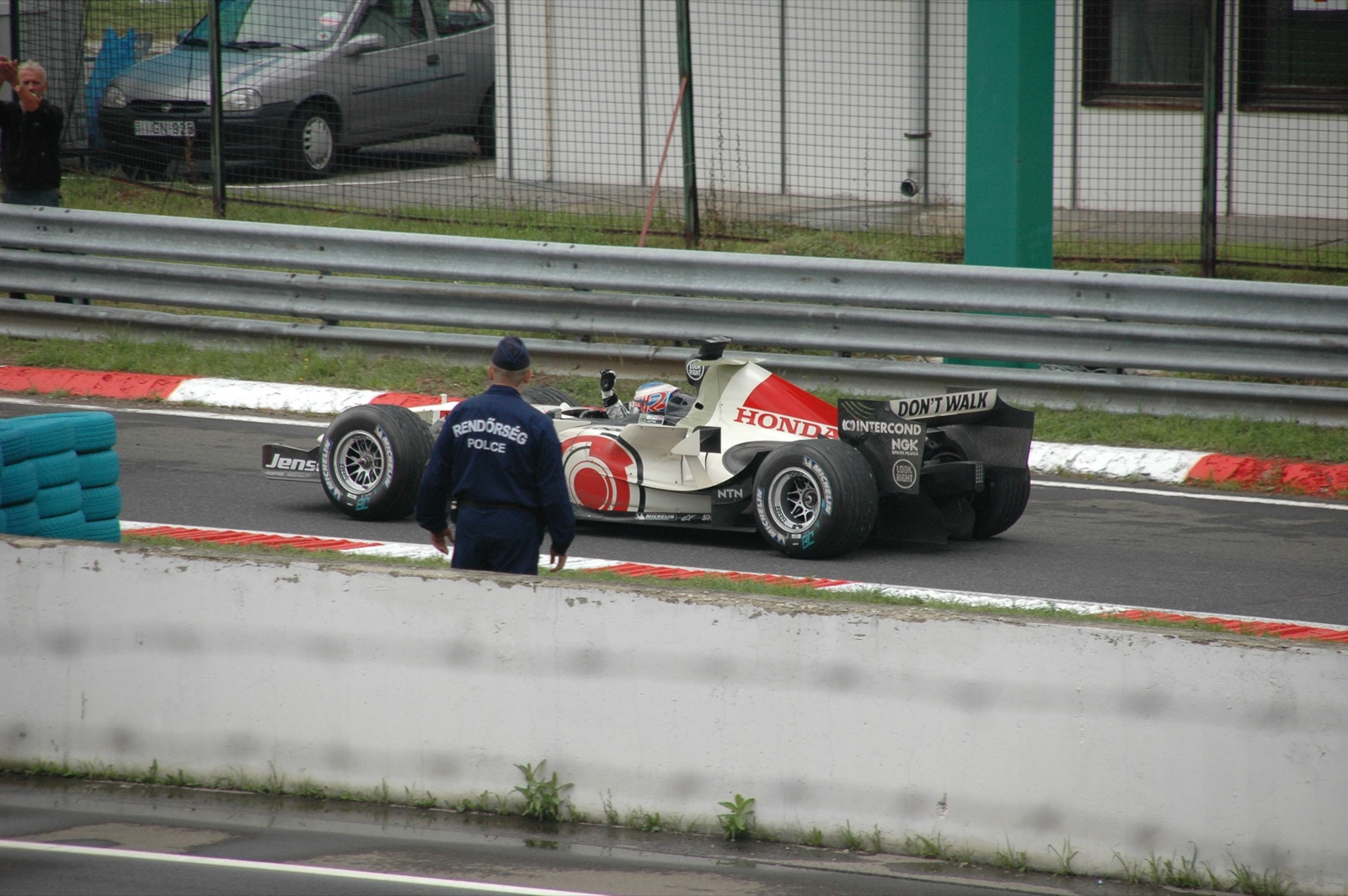
ウィニングランを終えピットへと戻るバトン

バトンは70周を走り切り、F1参戦115戦目にして初優勝を達成。ライバルのリタイアに救われた面はあるものの、14番グリッドスタートからコンディションの変化に対応して見事なドライブをみせた。「コンストラクター」ホンダとしては1967年のイタリアGP（ジョン・サーティース）以来39年ぶりの勝利（3勝目）となった。表彰式ではこのレースを応援しにきていたホンダの福井威夫社長が優勝碑を受け取った。2位デ・ラ・ロサも初表彰台、3位ハイドフェルドは新生BMWザウバーのチーム初表彰台と、初物尽くしの結末となった。
デビュー戦のクビサは7位でフィニッシュしたが、レース後の再車検で規定最低重量よりマシンが2kg軽いことが判明し失格となった。クビサは51周を走ったウェットタイヤでゴールしたため、タイヤが磨耗して規定よりも軽くなってしまった、とチームは説明した。7位以下の順位が繰り上がり、9位完走扱いだったシューマッハは8位1ポイントを獲得した。

### 結果
| 順位 | No | ドライバー                 | チーム                   | 周回数 | タイム/リタイア  | グリッド | ポイント |
| ---- | -- | -------------------------- | ------------------------ | ------ | ---------------- | -------- | -------- |
| 1    | 12 | ジェンソン・バトン         | ホンダ                   | 70     | 1:52:20.941      | 14       | 10       |
| 2    | 4  | ペドロ・デ・ラ・ロサ       | マクラーレン・メルセデス | 70     | +30.837          | 4        | 8        |
| 3    | 16 | ニック・ハイドフェルド     | BMWザウバー              | 70     | +43.822          | 10       | 6        |
| 4    | 11 | ルーベンス・バリチェロ     | ホンダ                   | 70     | +45.205          | 3        | 5        |
| 5    | 14 | デビッド・クルサード       | レッドブル・フェラーリ   | 69     | +1 lap           | 12       | 4        |
| 6    | 7  | ラルフ・シューマッハ       | トヨタ                   | 69     | +1 lap           | 6        | 3        |
| 7    | 6  | フェリペ・マッサ           | フェラーリ               | 69     | +1 lap           | 2        | 2        |
| 8    | 5  | ミハエル・シューマッハ     | フェラーリ               | 67     | +3 laps          | 11       | 1        |
| 9    | 18 | ティアゴ・モンテイロ       | ミッドランド・トヨタ     | 67     | +3 laps          | 16       |          |
| 10   | 19 | クリスチャン・アルバース   | ミッドランド・トヨタ     | 67     | +3 laps          | 22       |          |
| 11   | 21 | スコット・スピード         | トロ・ロッソ・コスワース | 66     | +4 laps          | 20       |          |
| 12   | 8  | ヤルノ・トゥルーリ         | トヨタ                   | 65     | エンジン         | 8        |          |
| 13   | 22 | 佐藤琢磨                   | スーパーアグリ・ホンダ   | 65     | +5 laps          | 19       |          |
| Ret  | 1  | フェルナンド・アロンソ     | ルノー                   | 51     | ドライブシャフト | 15       |          |
| Ret  | 3  | キミ・ライコネン           | マクラーレン・メルセデス | 25     | 接触             | 1        |          |
| Ret  | 20 | ヴィタントニオ・リウッツィ | トロ・ロッソ・コスワース | 25     | 接触             | 17       |          |
| Ret  | 10 | ニコ・ロズベルグ           | ウィリアムズ・コスワース | 19     | 電気系           | 18       |          |
| Ret  | 2  | ジャンカルロ・フィジケラ   | ルノー                   | 18     | スピン           | 7        |          |
| Ret  | 15 | クリスチャン・クリエン     | レッドブル・フェラーリ   | 6      | スピン           | 13       |          |
| Ret  | 9  | マーク・ウェバー           | ウィリアムズ・コスワース | 1      | スピン           | 5        |          |
| Ret  | 23 | 山本左近                   | スーパーアグリ・ホンダ   | 0      | エンジン         | 21       |          |
| DSQ  | 17 | ロバート・クビサ           | BMWザウバー              | 69     | +1 lap(失格)     | 9        |          |

- No.17は7位でフィニッシュしたが、レース後の車検で重量が規定(605kg)を下回っていたため失格